# Crataegus laevigata
El espino navarro o majuelo de dos huesos (Crataegus laevigata), es una especie de espino nativa del oeste y centro de Europa (en Gran Bretaña es poco corriente, se encuentra solamente en las Midlands), este de España, la República Checa y Hungría.

## Descripción
Es un gran arbusto o pequeño árbol de hasta 8 m (raramente 12 m) de altura, con una densa copa. Hojas 2-6 cm largo por 2-5 cm de ancho, con 2-3 lóbulos delgados, puntiagudos en cada lado de la hoja. 
Su hábito reproductivo es hermafrodita. Las flores surgen en corimbos de 6-12, cada una con cinco pétalos blancos o pálidos y dos o tres estilos. Es polinizada por moscas enanas. 
El fruto pomo rojo oscuro de 6-10 mm de diámetro, ligeramente más ancho que largo, con 2-3 semillas.
Se distingue de su pariente Crataegus monogyna en las hojas solo suavemente lobuladas, con puntas, y flores con dos o tres estilos, no uno. Sin embargo, son interfértiles y se hibridan frecuentemente.

### Taxonomía
Históricamente, el espino fue ampliamente conocido más incorrectamente como Crataegus oxyacantha. Ese nombre sería luego rechazado por ciertas incongruencias, siendo más probablemente un sinónimo de C. monogyna (Flora Europaea; Byatt 1974). Así lo explicó luego Bean (1976). Y el genial Linneo introdujo el nombre C. oxyacantha para la especie que más tarde fue gradualmente cambiando para ser usada en ambas especies C.laevigata y C.monogyna. 
En 1775 el botánico austríaco Jacquin separó ambas especies, nombrando C. monogyna y reteniendo a C. oxyacantha para el espino albar. En 1946 James Edgar Dandy  indicó que Linneo había solo observado y descrito al espino común de un solo estilo, y que sería C. oxyacantha; y, el espino ardiente que había sido descubierto más tarde: usó el siguiente nombre disponible C. oxyacanthoides Thuill. Para evitar confusión, el nombre C. oxyacantha fue formalmente rechazado por ambiguo, aunque con efecto limitado pues C. oxyacantha continuó siendo usado ampliamente informalmente, y el espino común retuvo su nombre C. monogyna. Más recientemente, el botánico portugués Franco marcó que el espino ardiente fue descripto botánicamente como una especie separada ya en 1798 por el botánico Poiret, cuya combinación Mespilus laevigata constituye el basónimo. Para reflejar esto, el nombre botánico para el "espino ardiente" fue pasado a C. laevigata (Poir.) DC. 1825.